# احمد مرشدلو
احمد مرشدلو متولد
۲۰ شهریور ۱۳۵۲
درمشهد نقاش و طراح واقع‌گرای ایرانی است.
نخستین نمایش انفرادی وی در سال ۱۳۸۰ در گالری طراحان آزاد بود. او از نخستین نقاشان ايراني ست که دغدغه‌های اجتماعی خویش را تجسمی کرده‌است. او از اعضای گروه هنری سی بوده‌است. تعدادی از آثار مرشدلو در برخی از گالری‌ها و حراجی‌ها عرضه شده‌است. آثار وی در مجموعه‌هایی همچون موزه متروپولیتن نیویورک و گالری ساعتچی لندن، گالری ایام دبی قرار دارند.
همچنین حضور در بی ینال ونیز وموزه هنرهای اسلامی در موزه پرگامون برلین، موزه هنرهای جدید، فرایبورگ آلمان آرت فر استانبول و آرت فر مسکو، گالری ساعتچی لندن، موزه هنرهای معاصرارمنستان، موزه متروپولیتن توکیو و فرانسه و گالری مهر، نیویورک و گالری جیمز گری، لس آنجلس أمریکا از جمله نمایشگاه‌های برون مرزی وی می‌باشد. آثار او تاکنون در حراج‌های ساتبیز، کریستی و حراج تهران عرضه شده‌است. در سال ۱۳۹۶ کتاب گفتگوی شهروز نظری با احمد مرشدلو منتشر شده‌است.

## زندگی‌نامه
او سال ۱۳۵۲ در خانواده‌ای مذهبی به دنیا آمد؛ در کودکی به تهران آمد و با خانواده ساکن سه راه شکوفه خیابان پیروزی شد. اولین معلم‌های او ابوالحسن کیوان و آریاسب دادبه هستند. در سال ۱۳۶۹ وارد هنرستان تجسمی پسران شد. مدرک کارشناسی در رشته نقاشی را در سال ۱۳۷۸ از دانشگاه آزاد اسلامی و مدرک کارشناسی ارشد در همان رشته را در سال۱۳۸۰ از دانشگاه هنر تهران
اخذ کرد. مراد ثقفی در توضیح آثار مرشدلو می‌نویسد: تک نگاری‌هایی که مرشدلو در بازتاب دادنِ تک نگاری‌هایی بدانیم حاصل آثارش باقی ماند و به دعوت نقاش برای جستجویِ چنان موفقیت‌آمیز دار دکه مشکل بتوان فقط در مقام بینندهٔ بی‌طرف نگری به ما یادآور می‌شود که اینجاَ لَ تِ شباهت‌ها در سرنوشت مشترک بیننده و اثر نیندیشید. اما همان تک چهره، به سان یکایک چهره‌ها روبرو هستیم. اینجا ماِ نقاش بلکه با اتوبیوگرافی یا همان زندگی نامهٔ خودنوشتِ دیگر نه با تک نگاری با افرادی سر و کار داریم که گویی برای اولین بار جرأت و جسارت نگاه کردن به خویش را یافته‌اند.

## نمایشگاه
- بی‌نام، گالری طراحان آزاد، تهران ۱۳۹۷
- چشم سر، گالری هما، تهران ۱۳۹۶
- فضای منفی، گالری اثر، تهران ۱۳۹۳[۱۴]
- طراحان آزاد، تهران ۱۳۸۰[۱۵]

## گفتگو
- گفتگوی شهروز نظری با احمد مرشدلو، تندیس ۱۳۹۳[۱۶]
- گفتگوی علی مطلب با احمد مرشدلو، روزنامه اعتماد ۱۳۸۶[۱۷]

## کتاب
- چشم سر، نشر ۰۰۹۸۲۱، گرافیک ایمان صفایی، چاپ استودیو طبل، تهران ۱۳۹۶[۱۸][۱۹]

## رسانه
- فراموش می‌کنیم، جواد مدرسی، تندیس، تهران ۱۳۸۶[۲۰]

## رخدادها
- اختناق، حراج تهران، تهران ۱۳۹۷[۲۱]
- بازی بزرگ، بی ینال ونیز، گردآوری مارکو منگوتزو، ونیز ۱۳۹۴[۲۲]
- موزه هنر جدید فرایبورگ، فرایبورگ ۱۳۸۵[۱۴]